# 温德姆 (明尼苏达州)
温德姆（英語：Windom）是一個位於美國明尼蘇達州卡頓伍德縣的都市。根據2010年美國人口普查，該地共人口4,646人，而該地的面積約為11.21平方千米。同時該地也是卡頓伍德縣的縣治。

## 地理
温德姆的座標為43°52′06″N 95°07′07″W / 43.86833°N 95.11861°W，而該地的平均海拔高度為415米（即1362英尺）。